# Phyllanthus hildebrandtii
Phyllanthus hildebrandtii är en emblikaväxtart som beskrevs av Ferdinand Albin Pax. Phyllanthus hildebrandtii ingår i släktet Phyllanthus och familjen emblikaväxter. Inga underarter finns listade i Catalogue of Life.